# Normenausschuss Bauwesen
Der Normenausschuss Bauwesen (NABau) im DIN Deutsches Institut für Normung e. V.  ist zuständig für die Erarbeitung von Normen für das Bauwesen auf nationaler, europäischer und internationaler Ebene. 

## Geschichte
Der DIN-Normenausschuss Bauwesen (NABau) wurde im Jahr 1947 gegründet. Seit 1992 wird er vom Verein zur Förderung der Normung im Bereich Bauwesen (VFBau) e.V. finanziell gefördert.

## Normgebiete
Der NABau erstellt Normen und Spezifikationen für Baustoffe und Bauteile sowie die zugehörigen Normen für Prüfverfahren sowie Planungs- und Bemessungsnormen (z. B. Eurocodes für den konstruktiven Ingenieurbau). 
Zudem ist der NABau für DIN in Gremien des Deutschen Vergabe- und Vertragsausschusses für Bauleistungen (DVA) an der Aufstellung der Vergabe- und Vertragsordnung für Bauleistungen (VOB) und im HA GAEB des DVA (Hauptausschuss Gemeinsamer Ausschuss Elektronik im Bauwesen) an der Aufstellung des Standardleistungsbuches für das Bauwesen (STLB-Bau und STLB-BauZ) beteiligt.
Der NABau ist der größte Normenausschuss bei DIN, in dessen Aufgabenbereich die nationale fachliche Begleitung von Technischen Komitees von CEN liegt, die Normungsthemen des Bereichs der EU-Bauproduktenverordnung bearbeiten. Der NABau ist für etwa 60 % der europäischen Normungsthemen bzw. Normen zuständig, die von der EU-Bauproduktenverordnung betroffen sind.

## Organisation
Der NABau untergliedert sich in 24 Fachbereiche sowie zahlreiche Untergremien und Arbeitskreise.
Zum Beispiel beschäftigt sich der Fachbereich NA 005-13 FB mit Building Information Modeling (BIM) und digitalem Planen und Bauen.